# Soritor
Soritor es una localidad peruana ubicada en la región San Martín, provincia de Moyobamba, distrito de Soritor. Es asimismo capital del distrito de Soritor. Se encuentra a una altitud de 883 m s. n. m. Tiene una población aproximada de 31540 habitantes en 2015.

## Clima
| Parámetros climáticos promedio de Soritor | Parámetros climáticos promedio de Soritor | Parámetros climáticos promedio de Soritor | Parámetros climáticos promedio de Soritor | Parámetros climáticos promedio de Soritor | Parámetros climáticos promedio de Soritor | Parámetros climáticos promedio de Soritor | Parámetros climáticos promedio de Soritor | Parámetros climáticos promedio de Soritor | Parámetros climáticos promedio de Soritor | Parámetros climáticos promedio de Soritor | Parámetros climáticos promedio de Soritor | Parámetros climáticos promedio de Soritor | Parámetros climáticos promedio de Soritor |
| Mes                                       | Ene.                                      | Feb.                                      | Mar.                                      | Abr.                                      | May.                                      | Jun.                                      | Jul.                                      | Ago.                                      | Sep.                                      | Oct.                                      | Nov.                                      | Dic.                                      | Anual                                     |
| ----------------------------------------- | ----------------------------------------- | ----------------------------------------- | ----------------------------------------- | ----------------------------------------- | ----------------------------------------- | ----------------------------------------- | ----------------------------------------- | ----------------------------------------- | ----------------------------------------- | ----------------------------------------- | ----------------------------------------- | ----------------------------------------- | ----------------------------------------- |
| Temp. máx. media (°C)                     | 26.8                                      | 26.5                                      | 26.8                                      | 27.1                                      | 27.6                                      | 26.9                                      | 26.6                                      | 26.9                                      | 26.9                                      | 27.2                                      | 27.2                                      | 28.9                                      | 27.1                                      |
| Temp. media (°C)                          | 22.4                                      | 22.7                                      | 22.9                                      | 22.9                                      | 23.2                                      | 22.7                                      | 22.5                                      | 21.4                                      | 22.6                                      | 23.1                                      | 23.3                                      | 24.3                                      | 22.8                                      |
| Temp. mín. media (°C)                     | 18.1                                      | 19                                        | 19.1                                      | 18.8                                      | 18.8                                      | 18.5                                      | 18.2                                      | 16.3                                      | 18.3                                      | 19                                        | 19.5                                      | 19.7                                      | 18.6                                      |
| Fuente: climate-data.org                  |                                           |                                           |                                           |                                           |                                           |                                           |                                           |                                           |                                           |                                           |                                           |                                           |                                           |